# 藤原茂子
藤原 茂子（ふじわら の もし/しげこ、生年不詳 - 康平5年6月22日（1062年7月30日））は、第71代後三条天皇の皇太子時代の妃、第72代白河天皇生母。中納言藤原公成の娘で、大納言藤原能信の養女となった。母は藤原知光女。別名は滋野井御息所。

## 生涯
実父公成の妹祉子が能信の妻であったことから、子のなかった能信夫妻の養女として引き取られる。永承元年（1046年）、皇太子尊仁親王（後三条天皇）の副臥として入内。この時尊仁親王の異母兄後冷泉天皇はまだ若く、しかも尊仁親王とその母禎子内親王は関白頼通と対立していたこともあって、後見のない皇太子に娘を入内させる公卿はいなかった。そのため能信が妻の姪にあたる養女茂子を妃に入れたのだが、いくら能信の養女でも実父が中納言では、東宮妃にはふさわしくないと非難されている（また、当時養女を妃に入れたのは最高実力者であった頼通のみであり、能信がそれを行うのは不相応であるという意味合いがあったとも思われる）。
しかしその後、後冷泉天皇に皇子女が恵まれないのとは対照的に、茂子は皇子貞仁（白河天皇）・篤子（堀河天皇中宮）ら一男四女を次々と産んだ。正妃馨子内親王にも子女はなかったので、いずれ尊仁親王が即位すれば茂子は次期東宮の生母、やがては国母にもなるはずだったが、康平5年（1062年）尊仁親王の即位を見ることなく死去。延久3年（1071年）後三条天皇即位にあたり従二位を、また同5年（1073年）5月6日に白河天皇即位により皇太后を追贈された。
茂子自身は若くして亡くなったが、これ以後茂子の実家である閑院流からは歴代天皇の后や生母が次々と輩出、院政期の歴史に大きく関わっていく。
陵墓は宇治陵（京都府宇治市木幡）。